# Stepan Chahoumian

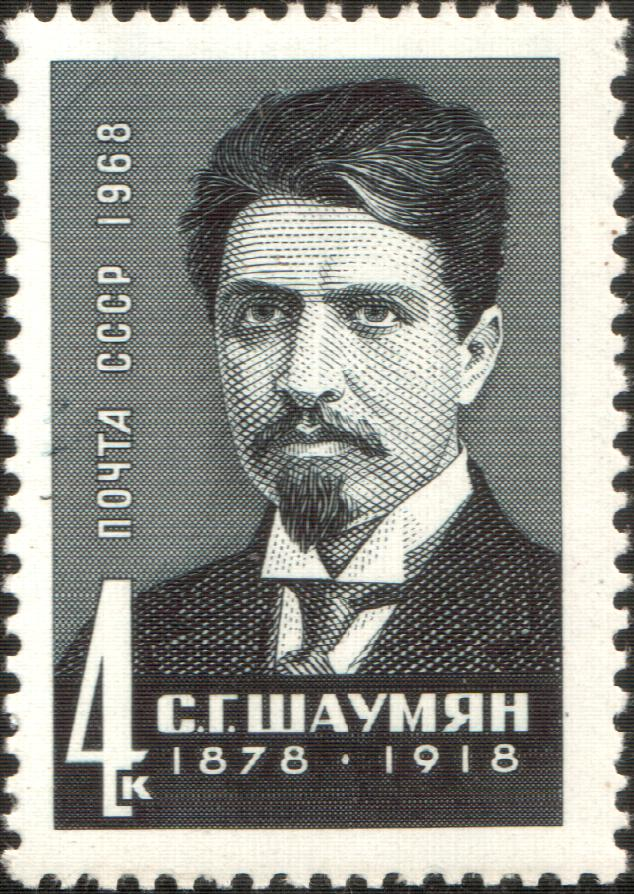
Stepan Chahoumian figurant sur un timbre soviétique de 1968.

Stepan Chahoumian (en arménien : Ստեփան Շահումյան ; en russe : Степан Георгиевич Шаумян, Stepan Georgievitch Chaoumian), né le 1er octobre 1878 à Tiflis, Empire russe, et mort le 20 septembre 1918 à Krasnovodsk, en Transcaspie, est un révolutionnaire bolchévik arménien. Son rôle en tant que dirigeant de la révolution russe dans le Caucase lui a valu le surnom de « Lénine du Caucase ».

## Biographie
Bien que fondateur et rédacteur en chef de plusieurs journaux et revues, Chahoumian est surtout connu comme commissaire de la commune de Bakou, un comité de courte durée désigné par Lénine en mars 1918, avec l'énorme tâche de diriger la révolution dans le Caucase et en Asie occidentale. Son mandat en tant que commissaire est entaché de nombreux problèmes, y compris la violence ethnique entre les populations arménienne et azerbaïdjanaise de Bakou, mais aussi l'avancée de l'armée turque vers la ville, tout en essayant de répandre la cause de la révolution dans toute la région. Contrairement à beaucoup d'autres bolcheviks au moment cependant, il préférait résoudre bon nombre des conflits qu'il a affrontés pacifiquement, plutôt que par la force et la terreur.
Il était connu par divers pseudonymes, dont « Souren », « Sourenine » et « Ayaks ». Il est contraint à la fuite par la mer Caspienne à la suite de la dissolution de la commune de Bakou. Cependant, lui et le reste des commissaires sont capturés et exécutés par les forces anti-bolcheviques le 20 septembre 1918[réf. souhaitée].

## Hommages
La ville de Stepanakert, capitale du Haut-Karabakh, a été baptisée ainsi en son honneur en 1923.

## Bibliographie

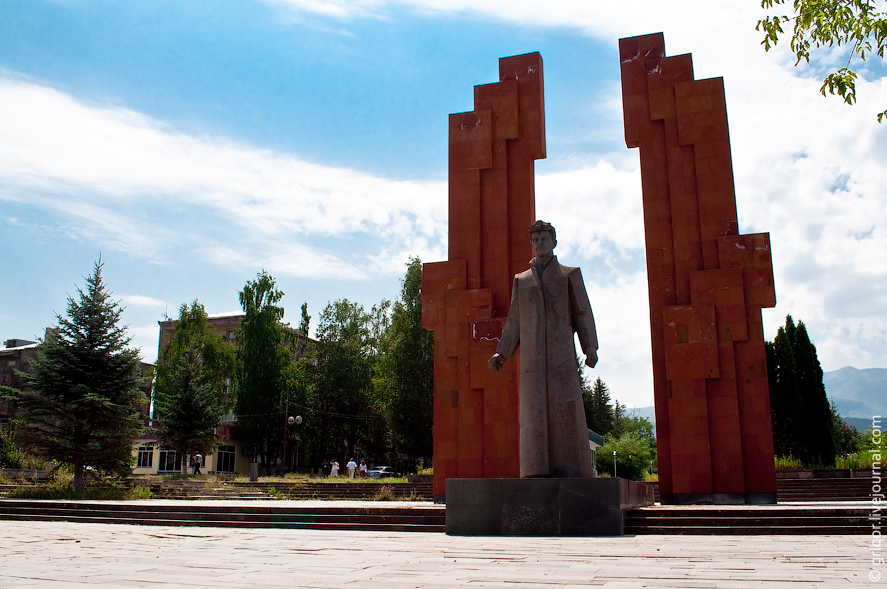
Monument en l'honneur de Stepan Chahoumian à Stepanavan.